# 斯波雷湖
斯波雷湖（白俄羅斯語：Споры）是白俄羅斯的湖泊，位於波斯塔維西南5公里，由維捷布斯克州負責管轄，長1.45公里、寬0.84公里，面積0.7平方公里，集水區面積48平方公里，湖岸線長度4.89公里，最大水深20.8米。